# Georgia al Junior Eurovision Song Contest
La Georgia ha, sin dal suo debutto nel 2007, partecipato al Junior Eurovision Song Contest per 19 volte. Nel 2017 e nel 2025 ha ospitato il JESC a Tbilisi, grazie all'organizzazione della GPB. Nel corso delle sue partecipazioni, la nazione ha ottenuto quattro primi posti, due secondi posti e un terzo posto, e per questo motivo è il paese di maggior successo.

## Partecipazioni
- Primo posto
- Secondo posto
- Terzo posto
- Ultimo posto

| Anno | Artista              | Canzone                | Lingua                       | Posizione | Posizione |
| Anno | Artista              | Canzone                | Lingua                       | Finale    | Punti     |
| ---- | -------------------- | ---------------------- | ---------------------------- | --------- | --------- |
| 2007 | Mariam Romelashvili  | Odelia ranuni          | Georgiano                    | 4º        | 116       |
| 2008 | Bzikebi              | Bzz..                  | Immaginaria                  | 1º        | 154       |
| 2009 | Princesses           | Lurji prinveli         | Georgiano                    | 7º        | 68        |
| 2010 | Mariam Kakhelishvili | Mari-Dari              | Immaginaria                  | 4º        | 109       |
| 2011 | Candy                | Candy Music            | Georgiano, inglese           | 1º        | 108       |
| 2012 | The Funkids          | Funky Lemonade         | Georgiano, inglese           | 2º        | 103       |
| 2013 | The Smile Shop       | Give Me Your Smile     | Georgiano, inglese           | 5º        | 91        |
| 2014 | Lizi Pop             | Happy Day              | Georgiano, inglese           | 11º       | 54        |
| 2015 | The Virus            | Gabede                 | Georgiano                    | 10º       | 51        |
| 2016 | Mariam Mamadashvili  | Mzeo                   | Georgiano                    | 1º        | 239       |
| 2017 | Grigol Kipshidze     | Voice of the Heart     | Georgiano                    | 2º        | 185       |
| 2018 | Tamar Edilashvili    | Your Voice             | Georgiano, inglese           | 8º        | 144       |
| 2019 | Giorgi Rostiashvili  | We Need Love           | Georgiano, inglese           | 14º       | 69        |
| 2020 | Sandra Gadelia       | You Are Not Alone      | Georgiano, inglese           | 6º        | 111       |
| 2021 | Niko Kajaia          | Let's Count the Smiles | Georgiano, inglese, francese | 4º        | 163       |
| 2022 | Mariam Bigvava       | I Believe              | Georgiano, inglese           | 3º        | 161       |
| 2023 | Anastasia & Ranina   | Over the Sky           | Georgiano, inglese           | 14º       | 74        |
| 2024 | Andria Putkaradze    | To My Mom              | Georgiano                    | 1º        | 239       |
| 2025 |                      |                        |                              |           |           |

## Storia delle votazioni
Al 2020, le votazioni della Georgia sono state le seguenti: 
Punti dati
| Posizione | Stato       | Punti |
| --------- | ----------- | ----- |
| 1         | Armenia     | 126   |
| 2         | Ucraina     | 100   |
| 3         | Bielorussia | 76    |
| 4         | Paesi Bassi | 72    |
| 5         | Malta       | 66    |

Punti ricevuti
| Posizione | Stato       | Punti |
| --------- | ----------- | ----- |
| 1         | Armenia     | 137   |
| 2         | Ucraina     | 117   |
| 3         | Russia      | 106   |
| 4         | Bielorussia | 84    |
| 5         | Paesi Bassi | 83    |

## Organizzazione dell'evento
| Anno | Città   | Luogo          | Conduttori                        |
| ---- | ------- | -------------- | --------------------------------- |
| 2017 | Tbilisi | Olympic Palace | Helen Kalandadze e Lizi Japaridze |
| 2025 | Tbilisi | Olympic Palace |                                   |